# Agostino Bassi
Agostino Bassi, ibland även kallad de Lodi, född 25 september 1773, död 8 februari 1856, var en italiensk entomolog.  År 1993 tog det italienska postverket fram ett frimärke med Bassi, till dennes ära 180 år efter Bassis död. Han är mest känd för sin forskning om silkesmaskar, men var även verksam som taxonom inom andra områden av biologin.
Bassis auktorsnamn inom botaniken är A.Bassi.